# Rhinarion legrosi
Rhinarion legrosi är en skalbaggsart som beskrevs av Ruter 1965. Rhinarion legrosi ingår i släktet Rhinarion och familjen Cetoniidae. Inga underarter finns listade i Catalogue of Life.